# ADELAC
 (avril 2022).
Si vous disposez d'ouvrages ou d'articles de référence ou si vous connaissez des sites web de qualité traitant du thème abordé ici, merci de compléter l'article en donnant les références utiles à sa vérifiabilité et en les liant à la section « Notes et références ».
ADELAC (Autoroutes des deux lacs) est une société autoroutière française. Concessionnaire d'autoroute française depuis 2005, elle est une société totalement privée, filiale de deux acteurs majeurs du paysage autoroutier français, la société AREA (du groupe APRR) et le groupe Bouygues.

## Histoire
L'État français a désigné ADELAC le 27 octobre 2005, au terme d'un appel d'offres européen, comme concessionnaire de l'autoroute A41 dans son tronçon nord, aujourd'hui baptisé LIANE (Liaison Annecy-nord Express). Ce dernier avait été déclaré d'utilité publique par décret le 3 mai 1995. À ce titre, ADELAC est chargée de concevoir, construire, exploiter, entretenir et maintenir l’autoroute pendant une durée de 55 ans.
En novembre 2016, Eiffage annonce l'acquisition des diverses participations détenues par Bouygues et ses filiales, soit 46,1 % de ADELAC pour 130 millions d'euros.
En mars 2020, Eiffage se renforce au capital d'APRR et d'ADELAC avec l'achat de 4,00 % du capital de MAF2 (Macquarie Autoroute de France 2), qui détient 50,00 % (-1 action) d'APRR et 25,1 % d'ADELAC.

### Actionnariat
ADELAC est la filiale d'entreprises ayant une expertise dans la conception, la construction et l'exploitation d'infrastructure. À l'origine, cet actionnariat a été réuni pour la complémentarité de ses compétences :
- AREA pour l’expérience dans l'exploitation autoroutière en milieu alpin ;
- le groupe Bouygues, au nombre desquelles figure Colas pour la construction de routes ;
- la Caisse d'Épargne Rhône-Alpes pour l'ingénierie financière, qui bénéficie d'une forte implantation régionale.

À la suite de la vente des actions de Bouygues et de ses filiales en 2016, les parts se répartissent comme suit (en juin 2020) :
- APRR : 49,90 %
- Eiffage : 25,00 %,
- MAF2 (Macquarie Autoroute de France 2) : 25,10 %

## Réseau
ADELAC gère uniquement la Liane, un tronçon de 19 km de l'autoroute A41 entre la barrière de péage de Saint-Martin-Bellevue (où se raccorde également l'autoroute A410) et l'autoroute A40 à Saint-Julien-en-Genevois près de la douane de Bardonnex en direction de Genève en Suisse. L'A41  au sud, en direction d'Annecy, Chambéry et Grenoble est concédée à la société AREA.

## Exploitation
L’exploitation de LIANE a été confiée à AREA (groupe APRR), société déjà concessionnaire de près de 400 km d’autoroutes en Rhône-Alpes.
Toutes les opérations de maintenance et d’entretien s’effectuent à partir du centre d'entretien d'Annecy Nord, situé à proximité immédiate de l’autoroute. Le centre dispose d’un important parc de chasse-neiges et de saleuses et abrite des stockages de saumure et de sel.
Le Poste de Contrôle CESAR (Centre d'Exploitation, de Sécurité et d'Assistance Routière), situé sur l'autoroute A43 à hauteur du lac d'Aiguebelette, assure la gestion du trafic sur l’ensemble de LIANE, y compris pour le tunnel du Mont-Sion. Via les équipements de télésurveillance qui lui sont directement connectés, le PC reçoit et traite les données collectées par les caméras, les stations de comptage, les stations météo, les réseaux d'appel d'urgence, les liaisons radio et téléphoniques, etc. CESAR est connecté en permanence avec le PC opérationnel du centre d'entretien et de maintenance d'Annecy Nord, avec le PC avancé en tête de tunnel et, en cas de situation de crise, avec le PC fixe de la Préfecture de Haute-Savoie.
AREA met à disposition de LIANE l’ensemble des moyens d’information utilisés sur son réseau, notamment un serveur vocal accessible 24 heures sur 24 et la station de radio Autoroute Info. C’est également à AREA que revient la commercialisation des abonnements.